# ميرل بوخنر
آن ماري «ميرل» بوخنر-فيشر (بالألمانية: Mirl Buchner)‏ (16 فبراير 1924 - 19 نوفمبر 2014) ولدت في إتل. كانت متزلجة على المنحدرات الجليدية ألمانية الجنسية. شاركت في دورة الألعاب الاولمبية 1952 في أوسلو وحاصلت على الميدالية الفضية في الانحدار، والميدالية البرونزية في سباق التعرج والتعرج الطويلي. وكانت أيضا رياضية ألمانية منذ 1948. توفيت في 9 نوفمبر 2014.

## روابط خارجية
- ميرل بوخنر على موقع مونزينجر (الألمانية)
- ميرل بوخنر على موقع الاتحاد الدولي للتزلج (التزلج على المنحدرات الثلجية) (الإنجليزية)
- ميرل بوخنر على موقع أوليمبيديا (الإنجليزية)